# Эммельсбюль-Хорсбюлль
Эммельсбюль-Хорсбюлль (нем. Emmelsbüll-Horsbüll) — община в Германии, в земле Шлезвиг-Гольштейн.
Входит в состав района Северная Фрисландия. Подчиняется управлению Зюдтондерн. Население составляет 954 человека (на 31 декабря 2010 года). Занимает площадь 35,73 км².
Официальным языком в населённом пункте, помимо немецкого, является севернофризский.

## Примечания

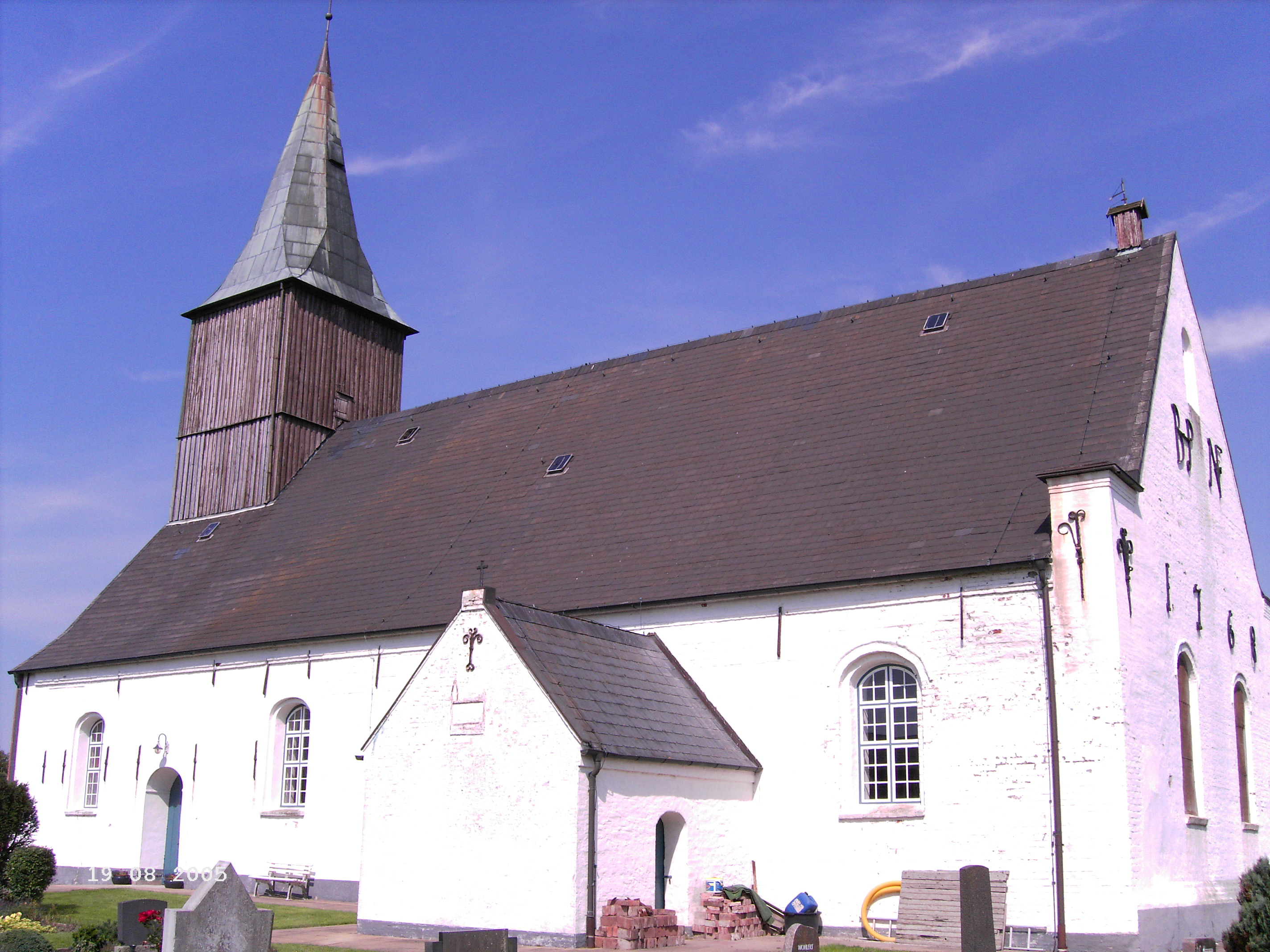
Эммельсбюль-Хорсбюлль